# Seda (Alter do Chão)
Seda es una freguesia portuguesa del concelho de Alter do Chão, con 112,23 km² de superficie y 389 habitantes (2001). Su densidad de población es de 3,5 hab/km².